# Cueva del Espíritu
Cueva del Espíritu (en tailandés: ถ้ำผีแมน, tham phi maen) es un yacimiento arqueológico situado en el distrito de Pang Mapha, provincia de Mae Hong Son, al noroeste de Tailandia. Fue ocupada desde aproximadamente el año 9000 hasta el 5500 antes de Cristo por cazadores y recolectores.
El yacimiento está ubicado a una altitud de 650 m sobre el nivel del mar, en una colina con vistas a un pequeño arroyo. El río Salween, uno de los mayores ríos del sudeste asiático, esta a menos de 50 km al norte. Fue excavado a mediados de 1960 por Chester Gorman. Dos enclaves importantes de interés turístico son la cueva del valle de Banyan y la cueva del Acantilado.
Conocida[¿quién?] por ser uno de los primeros lugares donde se inició la agricultura al plantar castañas de agua y frijoles en el año 11,000 a 7500 a. C. Dio a inicios de la agricultura a mediados del Neolítico